# TIMMDC1
TIMMDC1 (англ. Translocase of inner mitochondrial membrane domain containing 1) – білок, який кодується однойменним геном, розташованим у людей на короткому плечі 3-ї хромосоми.  Довжина поліпептидного ланцюга білка становить 285 амінокислот, а молекулярна маса — 32 178.
| 10         |  | 20         |  | 30         |  | 40         |  | 50         |
| ---------- |  | ---------- |  | ---------- |  | ---------- |  | ---------- |
| MEVPPPAPRS |  | FLCRALCLFP |  | RVFAAEAVTA |  | DSEVLEERQK |  | RLPYVPEPYY |
| PESGWDRLRE |  | LFGKDEQQRI |  | SKDLANICKT |  | AATAGIIGWV |  | YGGIPAFIHA |
| KQQYIEQSQA |  | EIYHNRFDAV |  | QSAHRAATRG |  | FIRYGWRWGW |  | RTAVFVTIFN |
| TVNTSLNVYR |  | NKDALSHFVI |  | AGAVTGSLFR |  | INVGLRGLVA |  | GGIIGALLGT |
| PVGGLLMAFQ |  | KYSGETVQER |  | KQKDRKALHE |  | LKLEEWKGRL |  | QVTEHLPEKI |
| ESSLQEDEPE |  | NDAKKIEALL |  | NLPRNPSVID |  | KQDKD      |  |            |

A: Аланін

C: Цистеїн

D: Аспарагінова кислота

E: Глутамінова кислота

F: Фенілаланін

G: Гліцин

H: Гістидин

I: Ізолейцин

K: Лізин

L: Лейцин

M: Метіонін

N: Аспарагін

P: Пролін

Q: Глутамін

R: Аргінін

S: Серин

T: Треонін

V: Валін

W: Триптофан

Кодований геном білок за функціями належить до шаперонів, фосфопротеїнів. 
Задіяний у такому біологічному процесі як поліморфізм. 
Локалізований у мембрані, мітохондрії.